# 山内俊雄
山内 俊雄（やまうち としお、1937年1月19日 - ）は、日本の医師。埼玉医科大学名誉学長。日本てんかん学会専門医。日本精神神経学会専門医。
神経生理学を学んだ後、精神科医を志す。過去、アメリカ国立衛生研究所にててんかんの研究に携わる。日本精神神経学会前理事長。

## 略歴・人物
1937年(昭和12年) 長野県松本市生まれ。
1955年(昭和30年) 長野県松本県ヶ丘高等学校卒業。
1963年(昭和38年) 北海道大学医学部（医学科）卒業。
1968年(昭和43年) 北海道大学大学院医学研究科（神経生理学）修了、医学博士。
1976年(昭和51年) 北海道大学講師、1979年 (昭和54年)北海道大学助教授。
1977年(昭和52年) から1979年 (昭和54年) まで、アメリカ国立衛生研究所 National Institutes of Health において、Visiting Scientist としててんかん発作の発現機序に関する研究に携わる。
1986年(昭和61年)埼玉医科大学精神医学講座教授。
1995年(平成7年) 5月22日、埼玉医科大学倫理委員会の委員長をしていた当時、倫理委員会に「性転換治療の臨床的研究」の倫理性を問う申請がなされた。
1年間に渡って性同一性障害について学び、
1996年(平成8年) 7月2日に倫理委員会が答申を提出。
1998年(平成10年) 10月16日、埼玉医科大学総合医療センターにておこなわれた日本初の公の性別適合手術の実現へ導いた。
1998年(平成10年) 埼玉医科大学副学長。
2004年(平成16年) 埼玉医科大学学長。
2011年(平成23年) 8月1日 埼玉医科大学名誉学長。
2019年、瑞宝中綬章受章。

## 資格
- 日本てんかん学会専門医
- 日本精神神経学会専門医

## 著書
- 『やさしいてんかん学』日本医事新報社 1993
- 『性転換手術は許されるのか 性同一性障害と性のあり方』明石書店 1999
- 『性の境界 からだの性とこころの性』岩波科学ライブラリー 2000
- 『やさしいてんかんの本 キーワードから読み解く』保健同人社 2009

## 共編著
- 山下格共編『中枢神経実験法―てんかんの実験的研究』北海道大学図書刊行会、1984年
- 秋元波留夫共編『てんかん学』岩崎学術出版社、1984年
- 秋元波留夫共編集『てんかん学の進歩―No.1-3』岩崎学術出版社、1986-96年
- 十束支朗・保崎秀夫・長谷川和夫共著『エッセンシャル精神医学』医歯薬出版、1991年
- 『てんかん』鈴木二郎と責任編集 中山書店 1998
- 『心の家庭医学』山崎晃資,下坂幸三共編 保健同人社 1999
- 『摂食障害・性障害』牛島定信と責任編集 中山書店 2000
- 編著『性同一性障害の基礎と臨床』新興医学出版社、2001
- 『司法精神医学5 司法精神医療』編 中山書店、2006年
- 山下格共編『精神科医諏訪望のあゆみ』世論時報社、2003年
- 『専門医をめざす人の精神医学』精神医学講座担当者会議監修 小島卓也,倉知正佳共編 医学書院 2004
- 兼本浩祐共編『専門医のための精神科臨床リュミエール 精神科領域におけるけいれん・けいれん様運動』中山書店、2009年
- 総編集、神庭重信・小山司・岡崎祐士・武田雅俊編『精神科専門医のためのプラクティカル精神医学』中山書店、2009年
- 精神疾患と認知機能研究会編、編集統括『精神疾患と認知機能』 新興医学出版社、2009年
- 松原三郎共編集『精神科医のためのケースレポート・医療文書の書き方 実例集』中山書店、2011年

## 翻訳
- Michael G. Gelder,Richard Mayou, John Geddes著、監訳、丸山敬訳『オックスフォード・精神医学』丸善、2007年